# Palmito (ort)
Palmito är en ort i Colombia.   Den ligger i departementet Sucre, i den norra delen av landet, 500 km norr om huvudstaden Bogotá. Palmito ligger 37 meter över havet och antalet invånare är 3 992.
Terrängen runt Palmito är platt. Runt Palmito är det ganska tätbefolkat, med 192 invånare per kvadratkilometer. Närmaste större samhälle är Sincelejo, 17,0 km öster om Palmito. Omgivningarna runt Palmito är huvudsakligen savann.